# 위험한 약속
《위험한 약속》은 2020년 3월 30일부터 2020년 8월 28일까지 방영된 KBS 2TV 저녁일일드라마이다.

## 기획 의도
불의에 맞서다 벼랑 끝에 몰린 한 소녀, 그녀와의 약속을 저버리고 자신의 가족을 살린 남자, 7년 뒤 다시 만난 두 사람의 치열한 감성 멜로 복수극

## 방송 시간
| 방송 채널 | 방송 기간                                          | 방송 시간                  | 방송 분량 |
| --------- | -------------------------------------------------- | -------------------------- | --------- |
| KBS 2TV   | 2020년 3월 30일 ~ 2020년 8월 28일 [1회~104회] (본) | 매주 평일 저녁 7:50 ~ 8:30 | 40분      |

## 등장인물
- (†) 표시는 드라마 상에서 최종적으로 사망한 인물이다.

### 주요 인물
- 박하나 : 차은동 역 (아역 : 유채연) - 죽은 만종의 딸, 7년 전 수감자 → 웨딩 스타일리스트 어시스턴트 → 에프스포츠그룹 대리 → 한지훈의 전처[1]
- 고세원 : 강태인 역 - 에프스포츠그룹 대표이사, 은동의 키다리 아저씨
- 강성민 : 최준혁 역 - 에프스포츠그룹 법무팀장, 한국병원 법무팀 총괄, 차만종 살인사건의 살인 교사범 → 수감자[2] 혜원의 전남편, 죽은 정희의 옛연인 ,은찬의 생부
- 박영린 : 오혜원 역 - 한국병원 흉부외과 의사, 태인의 전 약혼녀, 준혁의 전부인
- 이창욱 : 한지훈 역 (아역 : 기은유) - 에프스포츠그룹 회장의 아들이자 부사장, 은동의 전남편[3]

### 은동네
- 이대연 : 차만종 역 (특별 출연) † - 은동의 아버지, 은찬 양아버지, 전직 신부이자 한국 병원 전직 경비 직원
- 유준서: 차은찬 / 남빈 역 - 죽은 만종이 거둔 양아들, 은동의 양동생, 죽은 정희와 준혁의 친아들
- 유지연: 공영심 역 - 은동의 피붙이 같은 절친한 언니
- 현철호 : 봉석구 역 - 영심의 연인, 웹소설 작가

### 태인네
- 강신일 : 강일섭 역 - 태인의 아버지
- 이칸희 : 연두심 역 - 태인의 새 어머니, 광훈의 첫사랑, 지훈의 생모

### 지훈네
- 길용우: 한광훈 역 - 지훈의 아버지, 에프스포츠그룹 명예 회장
- 김혜지 : 한서주 역 (아역 : 유예주) - 명희의 친딸이자 광훈의 의붓딸, 지훈의 의붓누나, 에프스포츠그룹 디자인실 총괄센터장 → 유부녀이자 엄마
- 김나운 : 최명희 역 - 영국의 여동생, 지훈의 의붓어머니이자 서주의 친어머니, 재혼한 광훈의 후처

### 혜원네
- 윤복인 : 고재숙 역 - 혜원의 어머니, 치킨 가게 사장

### 준혁네
- 송민형 : 최영국 역 - 준혁과 준경의 아버지, 한국병원 의료재단 이사장, 한지훈 납치범, 공범 및 수감자[4]
- 오영실 : 민주란 역 - 준혁과 준경의 어머니, 갑질을 즐겨하는 사모님
- 이효나 : 최준경 역 - 준혁의 여동생, 에프스포츠 디자인실 직원

### 그 외 인물
- 김정운 : 이창욱 역 - 에프스포츠그룹 법무 팀장, 변호사, 태인의 친구
- 주석태 : 김광문 역 - 기린 제약 과장, 재숙에게 리베이트 뇌물을 건넨 인물
- 김은해 : 김향미 역 - 은동의 교도소 동기, 준혁의 의해 은동을 징역 5년 형을 추가로 받게 한 인물
- 노승우 : 고상우 역 - 준혁의 전 비서, 차만종 살인사건의 진범, 수감자
- 장승하 : 고태주 역 - 준혁의 수행 비서 아들
- 이인아 : 오아정 역 - 에프스포츠그룹 디자인팀 사원
- 박미리 : 에프스포츠그룹 디자인팀 사원
- 박용 : 홍태준 역 - 보건복지부 차관
- 장미관 : 남정욱 역 - 죽은 정희의 남동생, 은찬의 외삼촌
- 박수민 : 남정희 역 † - 은찬의 생모, 준혁의 옛 연인
- 배유리 : 민은재 역 - 한국병원 호흡기내과 교수
- 신철진 : 태수의 아버지 역
- 한재혁 : 윤태수 역 - 지훈을 유기한 영국의 前 운전기사
- 오기환 : 이 변호사 역 - 준혁 담당 변호사
- 나석민 : 경찰서 형사팀 지 형사 역 - 준혁을 조사받게 한 후 일섭과 광훈까지 오게 함.[5]
- 전은미 : 여관 사장 역
- 이나라 : 검사 역 - 검찰청 검사, 차만종 살인 사건 담당 검사

### 특별출연
- 김기현 : 한국병원 징계 위원장 역 - 오혜원 담당 징계 위원장 (79회)

## 시청률
최저 시청률과 최고 시청률은 시청률 조사회사와 지역별로 시청률에 차이가 있을 수 있습니다.
| 2020년  | 2020년   | 2020년         | 2020년         | 2020년       |
| 회차    | 방송일   | TNmS 시청률    | AGB 시청률     | AGB 시청률   |
| 회차    | 방송일   | 대한민국(전국) | 대한민국(전국) | 서울(수도권) |
| ------- | -------- | -------------- | -------------- | ------------ |
| 제1회   | 3월 30일 | 16.4%          | 12.5%          | 10.5%        |
| 제2회   | 3월 31일 | 16.4%          | 12.2%          | 10.2%        |
| 제3회   | 4월 1일  | 16.6%          | 12.4%          | 10.5%        |
| 제4회   | 4월 2일  | 16.1%          | 11.7%          | 9.9%         |
| 제5회   | 4월 3일  | 16.4%          | 12.3%          | 10.9%        |
| 제6회   | 4월 6일  | 16.7%          | 12.2%          | 10.4%        |
| 제7회   | 4월 7일  | 17.6%          | 13.1%          | 11.3%        |
| 제8회   | 4월 8일  | 17.8%          | 13.0%          | 11.4%        |
| 제9회   | 4월 9일  | 16.0%          | 13.2%          | 11.2%        |
| 제10회  | 4월 10일 | 16.2%          | 12.5%          | 10.6%        |
| 제11회  | 4월 13일 | 16.8%          | 12.2%          | 11.0%        |
| 제12회  | 4월 14일 | 16.9%          | 13.8%          | 12.7%        |
| 제13회  | 4월 15일 | 14.3%          | 12.2%          | 11.0%        |
| 제14회  | 4월 16일 | 17.3%          | 12.9%          | 10.9%        |
| 제15회  | 4월 17일 | 17.7%          | 14.4%          | 13.3%        |
| 제16회  | 4월 20일 | 16.3%          | 13.3%          | 12.0%        |
| 제17회  | 4월 21일 | 17.0%          | 13.8%          | 11.8%        |
| 제18회  | 4월 22일 | 17.2%          | 13.6%          | 11.9%        |
| 제19회  | 4월 23일 | 15.7%          | 13.4%          | 12.1%        |
| 제20회  | 4월 24일 | 17.2%          | 13.1%          | 11.7%        |
| 제21회  | 4월 27일 | 17.0%          | 13.3%          | 11.9%        |
| 제22회  | 4월 28일 | 17.8%          | 13.3%          | 12.3%        |
| 제23회  | 4월 29일 | 17.0%          | 12.7%          | 11.7%        |
| 제24회  | 4월 30일 | 15.5%          | 12.6%          | 11.3%        |
| 제25회  | 5월 1일  | 15.8%          | 12.2%          | 10.3%        |
| 제26회  | 5월 4일  | 15.1%          | 12.4%          | 11.3%        |
| 제27회  | 5월 5일  | 16.6%          | 13.0%          | 12.0%        |
| 제28회  | 5월 6일  | 16.2%          | 12.8%          | 11.0%        |
| 제29회  | 5월 7일  | 15.9%          | 13.0%          | 11.5%        |
| 제30회  | 5월 8일  | 15.0%          | 11.4%          | 10.1%        |
| 제31회  | 5월 11일 | 16.2%          | 13.0%          | 11.8%        |
| 제32회  | 5월 12일 | 16.6%          | 12.2%          | 11.0%        |
| 제33회  | 5월 13일 | 16.4%          | 12.7%          | 10.8%        |
| 제34회  | 5월 14일 | 16.3%          | 12.8%          | 11.5%        |
| 제35회  | 5월 18일 | 17.2%          | 13.8%          | 11.5%        |
| 제36회  | 5월 19일 | 16.5%          | 13.2%          | 11.6%        |
| 제37회  | 5월 20일 | 16.7%          | 12.1%          | 10.2%        |
| 제38회  | 5월 21일 | 15.6%          | 12.3%          | 10.9%        |
| 제39회  | 5월 22일 | 16.1%          | 12.4%          | 11.7%        |
| 제40회  | 5월 25일 | 16.5%          | 14.3%          | 13.0%        |
| 제41회  | 5월 26일 | 18.0%          | 14.0%          | 13.2%        |
| 제42회  | 5월 27일 | 16.0%          | 13.2%          | 11.5%        |
| 제43회  | 5월 28일 | 16.2%          | 12.8%          | 11.6%        |
| 제44회  | 6월 1일  | 15.5%          | 12.7%          | 11.3%        |
| 제45회  | 6월 2일  | 16.7%          | 14.0%          | 12.8%        |
| 제46회  | 6월 3일  | 15.7%          | 12.8%          | 11.5%        |
| 제47회  | 6월 4일  | 16.3%          | 13.3%          | 12.2%        |
| 제48회  | 6월 8일  | 14.7%          | 13.3%          | 12.4%        |
| 제49회  | 6월 9일  | 15.2%          | 13.1%          | 11.5%        |
| 제50회  | 6월 10일 | 17.4%          | 13.8%          | 12.6%        |
| 제51회  | 6월 11일 | 16.2%          | 13.4%          | 12.5%        |
| 제52회  | 6월 12일 | 17.3%          | 13.7%          | 12.8%        |
| 제53회  | 6월 15일 | 15.8%          | 13.2%          | 12.3%        |
| 제54회  | 6월 17일 | 15.8%          | 12.8%          | 11.3%        |
| 제55회  | 6월 18일 | 17.2%          | 14.2%          | 13.2%        |
| 제56회  | 6월 19일 | 14.9%          | 12.2%          | 11.8%        |
| 제57회  | 6월 22일 | 16.2%          | 12.9%          | 11.9%        |
| 제58회  | 6월 23일 | 16.1%          | 13.6%          | 12.5%        |
| 제59회  | 6월 24일 | 18.2%          | 15.2%          | 14.3%        |
| 제60회  | 6월 25일 | 18.0%          | 14.9%          | 13.7%        |
| 제61회  | 6월 26일 | 15.3%          | 12.9%          | 12.1%        |
| 제62회  | 6월 29일 | 18.8%          | 15.2%          | 13.4%        |
| 제63회  | 6월 30일 | 18.3%          | 15.1%          | 14.0%        |
| 제64회  | 7월 1일  | 15.8%          | 13.8%          | 12.4%        |
| 제65회  | 7월 2일  | 17.1%          | 13.9%          | 11.9%        |
| 제66회  | 7월 3일  | 18.0%          | 14.2%          | 11.9%        |
| 제67회  | 7월 6일  | 18.1%          | 14.6%          | 13.3%        |
| 제68회  | 7월 7일  | 17.6%          | 14.5%          | 13.4%        |
| 제69회  | 7월 8일  | 16.8%          | 13.5%          | 11.8%        |
| 제70회  | 7월 9일  | 17.7%          | 13.9%          | 12.6%        |
| 제71회  | 7월 10일 | 16.8%          | 14.6%          | 12.9%        |
| 제72회  | 7월 13일 | 18.7%          | 15.2%          | 13.4%        |
| 제73회  | 7월 14일 | 17.7%          | 14.8%          | 12.3%        |
| 제74회  | 7월 15일 | 17.6%          | 14.6%          | 12.9%        |
| 제75회  | 7월 16일 | 16.7%          | 14.4%          | 13.2%        |
| 제76회  | 7월 17일 | 17.7%          | 14.1%          | 12.5%        |
| 제77회  | 7월 20일 | 18.4%          | 14.7%          | 13.0%        |
| 제78회  | 7월 21일 | 17.9%          | 15.3%          | 13.7%        |
| 제79회  | 7월 22일 | 19.6%          | 15.8%          | 13.2%        |
| 제80회  | 7월 23일 | 21.2%          | 16.4%          | 15.1%        |
| 제81회  | 7월 24일 | 18.8%          | 14.5%          | 12.1%        |
| 제82회  | 7월 27일 | 21.1%          | 16.0%          | 13.9%        |
| 제83회  | 7월 28일 | 19.7%          | 15.8%          | 13.7%        |
| 제84회  | 7월 29일 | 19.3%          | 14.9%          | 13.4%        |
| 제85회  | 7월 30일 | 19.0%          | 14.7%          | 12.9%        |
| 제86회  | 8월 3일  | 18.8%          | 15.5%          | 14.5%        |
| 제87회  | 8월 4일  | 18.2%          | 14.8%          | 13.6%        |
| 제88회  | 8월 5일  | 17.7%          | 14.6%          | 13.0%        |
| 제89회  | 8월 6일  | 17.5%          | 14.7%          | 12.7%        |
| 제90회  | 8월 7일  | 18.8%          | 14.6%          | 12.0%        |
| 제91회  | 8월 10일 | 19.8%          | 16.5%          | 14.8%        |
| 제92회  | 8월 11일 | 19.2%          | 15.9%          | 13.8%        |
| 제93회  | 8월 12일 | 18.3%          | 15.1%          | 13.6%        |
| 제94회  | 8월 13일 | 18.9%          | 14.7%          | 13.4%        |
| 제95회  | 8월 14일 | 17.7%          | 14.3%          | 12.9%        |
| 제96회  | 8월 17일 | 17.2%          | 15.0%          | 13.9%        |
| 제97회  | 8월 18일 | 17.6%          | 15.1%          | 13.5%        |
| 제98회  | 8월 19일 | 18.1%          | 15.1%          | 13.5%        |
| 제99회  | 8월 20일 | 17.8%          | 15.1%          | 14.4%        |
| 제100회 | 8월 24일 | 19.2%          | 15.6%          | 14.9%        |
| 제101회 | 8월 25일 | 18.7%          | 14.9%          | 13.7%        |
| 제102회 | 8월 26일 | 19.3%          | 5.4%           | 4.8%         |
| 제103회 | 8월 27일 | 18.2%          | 15.3%          | 14.1%        |
| 제104회 | 8월 28일 | 17.7%          | 15.6%          | 13.7%        |

## 결방 사유 및 연장
- 위험한 약속 방영 분량이 100부작에서 4회 연장되어 104부작으로 변경 및 확정되었다.

## 수상 및 후보
| 연도 | 시상식       | 부문                        | 수상자 | 결과 |
| ---- | ------------ | --------------------------- | ------ | ---- |
| 2020 | KBS 연기대상 | 일일드라마 부문 여자 우수상 | 박하나 | 수상 |
| 2020 | KBS 연기대상 | 일일드라마 부문 남자 우수상 | 고세원 | 후보 |
| 2020 | KBS 연기대상 | 일일드라마 부문 남자 우수상 | 강성민 | 후보 |

## OST
다음은 오리지널 사운드트랙(OST) 싱글 앨범에 포함된 곡들이며, 정렬기준은 출시 순입니다.
- Part.1 : 이우 - 고백 (2020.04.03 발매)
- Part.2 : 숙희 - 그대 이름 세글자 (2020.04.11 발매)
- Part.3 : 더 데이지 (The Daisy) - 몰랐더라면 이렇게 우리가 (2020.04.18 발매)
- Part.4 : 란 - 후회돼요 (2020.04.25 발매)
- Part.5 : 송푸름 - 그런 날이 있잖아요 (2020.04.30 발매)
- Part.6 : 한경일 - 나 그대 위해 (2020.05.02 발매)
- Part.7 : 서제이 - 너여야만 해 (2020.05.09 발매)
- Part.8 : 모닝커피 - 어떻게 이래요 (2020.05.16 발매)
- Part.9 : 영지 - 사랑한 후에 (2020.05.23 발매)
- Part.10 : 조문근 - 너이니까 (2020.05.30 발매)
- Part.11 : 리디아 (Lydia) - 그댈 사랑하지 못할 운명 같아요 (2020.06.08 발매)
- Part.12 : 비비안 - 그대 사랑해요 (2020.06.13 발매)
- Part.13 : 이동은 - 사랑은 기적 같아 (2020.06.20 발매)
- Part.14 : 황가람 - 미치도록 네가 그립다 (2020.06.27 발매)
- Part.15 : 송민경 - 미친 사랑 (2020.07.04 발매)
- Part.16 : 한살차이 - 내 맘은 한 번도 이별인적 없어 (2020.07.11 발매)
- Part.17 : 김길중 - 사랑이란 건 (2020.07.14 발매)
- Part.18 : 안예슬 - 다시 처음처럼 고백할게요 (2020.07.18 발매)
- Part.19 : 캔도 - 처음으로 돌릴 수 없을까 (2020.07.25 발매)
- Part.20 : 우이경 - 사랑했는데 어떻게 이러나요 (2020.08.01 발매)
- Part.21 : 하진우 - 바라만 봤죠 (2020.08.08 발매)
- Part.22 : 더 브릿지 - 다 잊은 줄 알았어 (2020.08.15 발매)
- Part.23 : 정욱 - 보내줄래 (2020.08.22 발매)

## 참고 사항
- 박하나는 천상의 약속, 빛나라 은수, 인형의 집에 이어 네 번째로 KBS 일일 드라마의 주연을 맡았다.
- 고세원은 마주희 작가와 MBC 일일 드라마 《돌아온 복단지》 때의 인연으로 다시 한 번 의기투합하게 되었으며, 두 번째로 마주희 작가 작품의 남주인공을 맡았다.
- 김나운은 마주희 작가와 SBS 일일 드라마 《돌아온 황금복》, MBC 일일 드라마 《돌아온 복단지》에 이어 세 번째로 의기투합하게 되었으며, 처음으로 마주희 작가 작품의 악역을 맡았다. 또한, 《태양의 계절》 이후 4개월 만에 KBS 2TV 일일 드라마에 복귀한다.
- 윤복인, 김혜지는 김신일 PD 작품 KBS 2TV TV 소설 《저 하늘에 태양이》 때의 인연으로 다시 한 번 의기투합하게 되었다.
- 박하나, 오영실, 윤복인은 2016년 KBS 2TV 일일 드라마 《천상의 약속》 종영 이후 3년 9개월 만에 재회하였다.
- 강성민, 강신일은 KBS 1TV 일일 드라마 《비켜라 운명아》 종영 이후 11개월 만에 재회하였다.
- 이칸희는 2017년 KBS 2TV TV소설 《그 여자의 바다》 종영 이후 2년 7개월 만에 KBS 2TV 일일 드라마로 복귀하였다.
- 강성민, 박영린은 2015년 KBS 2TV 월화 드라마 《블러드》 종영 이후 4년 11개월 만에 재회하였다.
- 고세원, 송민형은 tvN 《막돼먹은 영애씨》 시즌 1 ~ 17에 이어 본 작품에서 호흡을 맞추게 되었다.
- 이창욱, 윤복인은 KBS 1TV 일일 드라마 《무궁화 꽃이 피었습니다》, 《내일도 맑음》에 이어 세 번째로 호흡을 맞추게 되었다.